# Lyciella rorida
Lyciella rorida är en tvåvingeart som först beskrevs av Carl Fredrik Fallén 1820.  Lyciella rorida ingår i släktet Lyciella, och familjen lövflugor. Arten är reproducerande i Sverige.